# Almançor ibne Lulu
Almançor ibne Lulu (em árabe: منصور بن لؤلؤ, Manṣūr ibn Luʾluʾ), conhecido por seu lacabe (epíteto honorífico) de Murtada Adaulá (Murtaḍā al-Daula, "Aprovado pela Dinastia"), foi o governante do Emirado de Alepo entre 1008 e 1016. Sucedeu seu pai Lulu, o Velho, com quem dividiu o poder. Diferente de Lulu, o governo de Almançor foi questionado pelos notáveis de Alepo, que questionavam sua opressão e monopolização do poder. Tanto Almançor como seu pai molestaram os membros remanescentes da dinastia hamadânida, em cujo nome ostensivamente governaram. No campo diplomático, Almançor balançou laços tanto com o Império Bizantino e o Califado Fatímida, e manteve a orientação xiita do emirado.
Almançor combateu duas tentativas de reinstalar o governo hamadânida na cidade, criticamente auxiliado pela poderosa tribo dos quilabitas. Em troca, Almançor prometeu aos quilabitas metade das receitas do emirado, mas faltou à palavra. Para livrar-se deles, montou uma armadilha ao convidar centenas dos membros da tribo para uma festa quando foram emboscados. Eles foram mortos e/ou aprisionados na Cidadela de Alepo entre 1012 e 1014. No último ano, um dos chefes quilabitas, Sale ibne Mirdas, escapou e guerreou com Almançor, que foi capturado. Para ganhar sua liberdade, concordou em libertar dos os prisioneiros quilabitas e concordou em entregar metade das receitas do emirado para Sale. Ele renunciou à última estipulação, incitando o recomeço das hostilidades, e os quilabitas sitiaram Alepo. Em 1016, o comandante da cidadela, Fate Alcali, rebelou-se em colaboração com Sale e forçou Almançor a fugir de Alepo. O imperador Basílio II Bulgaróctono (r. 976–1025) deu asilo a Almançor em Antioquia e um apanágio próximo da fronteira bizantino-árabe. Depois, Almançor tornou-se comandante de uma unidade do exército bizantino e estava na comitiva de Romano III durante a Batalha de Azaz contra o filho e sucessor e Sale, Xible Adaulá Nácer, em 1030.

## Vida

### Primeiros anos e carreira
Almançor foi o filho de Lulu, o Velho, um antigo gulam (soldado escravo) dos emires hamadânidas de Alepo que tornou-se hájibe (camareiro) sob Sade Adaulá (r. 967–991). Quando Saíde Adaulá morreu em janeiro de 1002, Lulu governou Alepo em nome dos filhos de Saíde, Alboácem Ali e Abu Almali Xarife, até exilá-los pouco depois e declarar-se governante em seu nome. Almançor governou como representante e parceiro de seu pai. Tanto Almançor como Lulu molestaram os últimos membros da dinastia hamadânida em Alepo, obrigando um deles, Abu Alhaija, a fugir da cidade para território bizantino onde recebeu proteção oficial. Em certo ponto, Almançor fi feito governador de Raca, que foi tomada dele pelo emir numaírida Uatabe ibne Sabique em 1007.

### Emir de Alepo

#### Conflito com os hamadânidas
Lulu morreu em 1008 e foi sucedido por Almançor. Almançor tentou centrar mais o poder em suas mãos às custas da elite alepina (aiam), embora formalmente continuou as políticas de seu predecessor de separar a administração civil do emirado de seu comando militar. No campo diplomático, manteve o protetorado virtual dos bizantinos sobre Alepo, embora também desenvolveu contatos com o Califado Fatímida centrado no Cairo. Baseando sua informação nas crônicas dos historiadores alepinos medievais, Suhayl Zakkar escreve,
| “ | Diferente de seu pai, Almançor era super confiante, míope, um bêbado, '[um] opressor e injusto'. Devido a isso os alepinos odiaram-o e vários de seus poetas amaldiçoaram-o em seus poemas. [...] A população de Alepo [...] começou a procurar por um jeito de livrar-se dele. Com o passar do tempo ele estava incontestável e arrogantemente aumentou sua opressão [...] os alepinos notaram que a restauração da dinastia hamadânida seria a solução. Eles lembraram e enfatizaram o fato de que Almançor era filho de um escravo dos hamadânidas que havia traído seus mestres e que tinha usurpado seus direitos. | ” |

Com o governo de Almançor carecendo de qualquer base forte, seus oponentes, fossem eles particulares ou facções alepinas, não nomeados nas fontes, resolveram mover-se contra ele e instalar Abu Alhaija como emir. Eles ganharam o apoio da tribo dos quilabitas, um dos elementos mais poderosos do Estado, e então apelaram por assistência do governante maruanida de Diar Baquir, Mumaíde Adaulá; o último era sogro de Abu Alhaija. Mumaíde Adaulá assegurou a permissão do imperador Basílio II (r. 976–1025) para Abu Alhaija deixar o território bizantino e depor Almançor, desde que Mumaíde suportasse a despesa financeira de tal empreendimento. De fato, Mumaíde forneceu dinheiro e 200 cavaleiros a Abu Alhaija, e o hamadânida recebeu promessas de apoio dos chefes quilabitas, com quem encontrou-se em seu caminho para Alepo. Contudo, uma vez que Almançor soube do plano dos quilabitas, escreveu para os chefes tribais e prometeu-lhes dividir as receitas do Emirado de Alepo e o controle de suas áreas rurais em troca de deixarem de apoiar o hamadânida. Além disso, Almançor apelou para o apoio militar do califa Aláqueme (r. 996–1021); Almançor prometeu permitir que um governador nomeado pelos fatímidas controlasse a Cidadela de Alepo em troca de tal ajuda, o que chegou na forma de tropas fatímidas oriundas de trípoli.
Pelo tempo da chegada dos reforços fatímidas em Alepo, Abu Alhaija e os quilabitas alcançaram os arredores da cidade. As tropas fatímidas marcharam em direção do campo de Abu Alhaija, depois do que os quilabitas, tendo secretamente concordado com a oferta de Almançor, abandonaram Abu Alhaija. O último então fugiu de volta ao território bizantino. Basílio de início se recusou a novamente conferir asilo ao hamadânida, mas Almançor persuadiu-o a mantê-lo sob virtual prisão domiciliar na capital imperial de Constantinopla. No meio tempo, Almançor não cumpriu sua promessa a Aláqueme, incitando-o a enviar um exército do Cairo com a missão de substituir Almançor com o emir hamadânida Abu Almali Xarife. O exército dirigiu-se para Maarate Anumane, na zona rural e Alepo, em 1011, mas retirou-se após encontrar resistência dos quilabitas, que tentaram sequestrar Abu Almali Xarife e vendê-lo a Almançor.

#### Subjugação dos quilabitas
Almançor evitou conceder as receitas prometidas aos quilabitas, e quando os chefes quilabitas exigiram que Almançor respeitasse seu acordo secreto, Almançor procrastinou ou usou meios diplomáticos para repeli-los. Segundo Zakkar, os quilabitas "nem entendiam nem confiaram na diplomacia. Quando Almançor pagou-lhes nada eles começaram a pegar." Adequadamente, estabeleceram seus campos imediatamente fora de Alepo e colocaram pressão sobre Almançor ao pastorear seus rebanhos nos jardins, pomares e campos de grãos da cidade, bem como cortaram as oliveiras locais e paralisaram a vida na cidade. Não tendo forças para reprimi-los, Almançor arquitetou uma conspiração para livrar-se deles. Fingiu aceitar as exigências dos quilabitas e entrar num acordo permanente com a tribo. Para fingir boa fé, organizou uma festa em seu palácio em Alepo em 27 de maio de 1012, hospedando entre 700 e 1 000 quilabitas, incluindo muitos chefes proeminentes. O convite foi um ardil, e após sua chegada no palácio, foram cercados e emboscados por Almançor e seus gulans.
Aqueles quilabitas que não foram massacrados foram trancafiados nas masmorras da cidadela. Para ganhar sua liberdade, Mucalide ibne Zaida, um chefe quilabita que não participou do banquete, reuniu suas forças e colocou pressão em Almançor ao sitiar Cafartabe, ao sul de Alepo. Almançor subsequentemente decidiu mostrar boa fé ao mover os quilabitas para instalações melhores e dar tratamento particularmente favorável aos irmãos de Mucalide, Jami e Amide. Contudo, Almançor, logo depois rescindiu dessas medidas e boa fé com a morte de Mucalide em Cafartabe e a dispersão de seus homens. Almançor executou vários chefes quilabitas em cativeiro, e torturou outros, enquanto muitos morreram das más condições as quais foram submetidos. O historiador alepino contemporâneo, Iáia de Antioquia, escreveu que Almançor conseguiu induzir alguns chefes quilabitas a aceitar seus termos, e libertou alguns grupos deles em 1013.

#### Relações com os fatímidas
Durante a vida de seu pai, Almançor desenvolveu boas relações com o califa Aláqueme. Tão cedo quanto 1007, enviou seus dois filhos ao Cairo, onde Aláqueme deu-lhes grande soma em dinheiro e sete vilas na Palestina. Além disso, Aláqueme conferiu a Almançor o título de Murtada Adaulá ("aprovado da dinastia" ou "satisfação do Estado"). Embora as relações deterioraram em 1011, por volta de 1014 Almançor restabeleceu laços amigáveis com Aláqueme. Em março de 1014, Aláqueme enviou a Almançor um diploma reconhecendo a autoridade de Almançor em Alepo. Almançor foi o primeiro emir de Alepo a aceitar a suserania, mesmo que nominal, do Califado Fatímida, em oposição aos seus predecessores, que nominalmente reconheceram a supremacia do Califado Abássida. Não se sabe quando exatamente ele prestou fidelidade formal aos fatímidas. Almançor manteve a orientação xiita de Alepo, em linha com os fatímidas, e teve a cutba (sermão da sexta-feira) feito em nome de Aláqueme.

#### Luta com Sale ibne Mirdas
Entre os prisioneiros quilabitas de Almançor estava Sale ibne Mirdas, o emir de Arraba. Almançor torturou e humilhou Sale no cativeiro e forçou-o a divorciar-se de sua esposa Tarude de modo que Almançor poderia casar-se com ela; Tarude era muito conhecida por sua beleza, e segundo o historiador Thierry Bianquis, foi "a mais bela mulher da era". Segundo Zakkar, não está claro se Almançor fez isso unicamente para humilhar Sale e usufruir de sua esposa, ou se para formar um vínculo matrimonial com parte dos quilabitas. Em 3 de julho de 1014, Sale conseguiu escapar da cidadela e reunir-se com seus homens em Marje Dabique, ao norte e Alepo. Enquanto os cronistas alepinos contemporâneos afirmam que Sale escapou por meios acrobáticos, Almançor mais tarde acusou o governador da cidadela, Fate Alcali, de aliar-se a Sale.
Sale rapidamente ganhou a aliança de todos os quilabitas, que estavam maravilhados com sua fuga, e moveram-se contra Alepo. Os gulans de Almançor expulsaram as forças de Sale nos arredores de Alepo, encorajando Almançor a reunir um grande exército composto de seus gulans, artesãos do soco e homens dos bairros alepinos humildes, incluindo muitos cristãos e judeus. Em 13 de agosto, Sale repeliu a força alepina, matando aproximados 2 000 dos soldados de Almançor, e capturando Almançor e seus comandantes seniores.
Dois dos irmãos de Almançor escaparam da investida quilabita e retornaram para Alepo, onde mantiveram a ordem na cidade com auxílio de sua mãe. Sale tentou e falhou em capturar a cidade, e negociações à libertação de Almançor foram iniciadas entre Sale e os representantes de Almançor, mediadas pelos dignitários alepinos. Um acordo foi logo alcançado no qual Almançor foi libertado em troca de várias ofertas para Sale e os quilabitas; entre as ofertas estava o retorno de Tarude, a entrega de uma filha de Almançor para Sale se casar, a libertação de todos os prisioneiros quilabitas, um resgate de 50 000 dinares de ouro, o reconhecimento da autoridade de Sale sobre os quilabitas, e a remissão de metade das receitas do Emirado de Alepo para Sale. Enquanto Almançor cumpriu parte do acordo, recusou-se a entrar sua filha e a prometida parcela das receitas.
Em retaliação contra o descumprimento do acordo, Sale atacou Alepo e impediu que houvesse movimentos para dentro e fora da cidade. Isso causou dificuldades severas para os habitantes e Almançor era incapaz de enfrentar os quilabitas sozinho. Ele assim apelou pelo apoio de Basílio II, advertindo-o de que o levante beduíno deveria prejudicar o Império Bizantino. Basílio concordou e enviou 1 000 soldados armênios para assisti-lo, mas logo retrocederam quando Sale convenceu Basílio da traição de Almançor e e prometeu ao imperador sua boa vontade em direção a ele. Basílio pode, na verdade, ter retirado seus homens para evitar confrontar os quilabitas ou, mais importantemente, os numaíridas que eram parentes e aliados dos quilabitas, pois eram uma ameaça mais imediata ao território bizantino. Em todo caso, a posição de Almançor foi ainda mais enfraquecida como consequência.

#### Expulsão
Zakkar afirma que o conflito de Almançor com os quilabitas levou a seu colapso, mas o "golpe fatal ao governo de Almançor veio quando disputou com seu gulam Fate Alcali, o governador da cidadela de Alepo". Almançor jogou a culpa de seus problemas com os quilabitas em Fate, a quem acusou de conluio com Sale. Almançor não teve o poder para remover Fate; em vez disso, tentou armar uma armadilha contra ele, convidando-o para encontrar-se com ele fora da cidadela. Fate percebeu as intenções dele, trancou os portões da cidadela e iniciou uma rebelião contra Almançor. Em 7 de janeiro de 1016, Fate reconheceu o governo de Sale, um ato que causou surpresa em Almançor. Tendo falsamento acreditado que Fate entregou a cidadela a Sale, Almançor fugiu de Alepo à noite com seus filhos, irmãos e alguns de seus gulans.
A desordem espalhou-se por toda Alepo na manhã seguinte à fuga de Almançor. Os alepinos saquearam o palácio de Almançor, tomando um valor aproximado de 80 000 dinares de ouro. O cronista alepino medieval ibne Aladim afirmou que 28 000 volumes de manuscritos abrigados na biblioteca do palácio foram perdidos. Algumas residências cristãs e judias também foram saqueadas. Embora os membros da dinastia hamadânida perderam seu poder em 1002, muitos cronistas árabes contemporâneos consideram a expulsão de Almançor como a representação do fim formal do Emirado hamadânida.

### Serviço com os bizantinos
Almançor chegou na Antioquia controlada pelos bizantinos dois dias após sua fuga, e Basílio ordenou que o catapano daquela cidade desse-lhe recepção honorável; fornecer refúgio a antigos governantes de Alepo era uma prática comum bizantina  pois tais ex-governantes podiam ser usados para pressionar ou ameaçar seus sucessores. Em sua pressa para escapar de Alepo, Almançor deixou para trás sua mãe, esposas e filhas, que foram detidas por Fate, e então transferidas para a custódia de Sale. Sale então enviou em segurança as mulheres de Almançor em Antioquia, com a exceção de uma de suas filhas, a quem Sale casou com base no acordo firmado entre eles.
Basílio deu a Almançor o apanágio de Xi Alailum (Lulo) próximo da fronteira bizantino-árabe. Segundo o historiador Jean-Claude Cheynet, esse apanágio não poderia ser a fortaleza fronteiriça de Lulo, mas sim um grupo de vilas das quais Almançor recebeu sua receita durante seu asilo em Antioquia. Almançor mais tarde construiu uma fortaleza em seu feudo. Basílio também conferiu a Almançor um edifício em Antioquia. Almançor recebeu um salário e ele e seus homens serviram no exército bizantino de Antioquia, onde comandou um tagma (regimento profissional) de 700 homens. Ele estava na comitiva do imperador Romano III Argiro (r. 1028–1034) na Batalha de Azaz em 1030, que foi travada contra o filho e sucessor de Sale, Xible Adaulá Nácer. A presença de Almançor provavelmente indica a intenção de Romano em restaurar Almançor em Alepo, segundo Zakkar, embora a tentativa terminou numa derrota bizantina decisiva.